# 크라스니스타프군

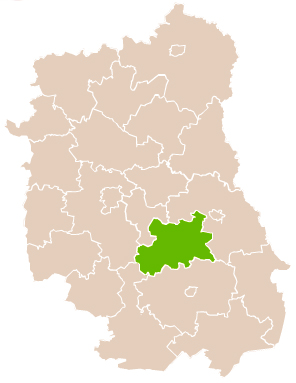
루블린주 지도에 표시된 크라스니스타프군의 위치

크라스니스타프군(폴란드어: powiat krasnostawski)은 폴란드 루블린주에 위치한 군으로 군청 소재지는 크라스니스타프이며 면적은 1,067.18km2, 인구는 63,554명(2019년 기준), 인구 밀도는 60명/km2이다.
북동쪽으로는 헤움군, 남쪽으로는 자모시치군, 비우고라이군, 서쪽으로는 루블린군, 북서쪽으로는 시비드니크군과 접한다. 10개 지방 자치체(1개 도시, 9개 농촌)를 관할한다.

군기
군 문장